# 卡普雷佐
卡普雷佐（義大利語：Caprezzo），是意大利韦尔巴诺-库西亚-奥索拉省的一个市镇。总面积7平方公里，人口176人，人口密度25.1人/平方公里（2009年）。ISTAT代码为103018。